# Fritz-William Michel
Fritz-William Michel (Port-au-Prince, 1980) è un politico haitiano.

## Biografia
Dipendente del Ministero dell'Economia e delle Finanze, nel maggio 2019 fu nominato ministro della Pianificazione e della Cooperazione esterna nel governo di Jean-Michel Lapin. In seguito fu nominato Primo ministro di Haiti il 22 luglio 2019 dal presidente Jovenel Moïse. Tuttavia, la sua nomina scatenò molte polemiche per i alcuni suoi precedenti tweet critici nei confronti dell'opposizione e a sostegno di Marine Le Pen e Donald Trump, nonché per aver insultato i giornalisti. Venne anche accusato di aver tentato di corrompere alcuni senatori per ottenere la fiducia del Senato, e fu implicato in un caso di vendita di capre allo Stato. A seguito di ciò, fu istituita una commissione della Camera dei Deputati per analizzare questi documenti. Il 4 settembre 2019 ottenne la fiducia alla Camera dei deputati con 76 voti favorevoli e tre astenuti, ma non ottenne la ratifica dal Senato, il quale divenne disfunzionale il 13 gennaio 2020 con l'uscita di due terzi dei suoi membri giunti al termine del loro mandato, mentre la Camera dei Deputati terminò la legislatura. Dopo le nuove elezioni, Michel rassegnò le dimissioni il 2 marzo 2020.